# Jellson Jabillin
Jellson Jabillin (24 febbraio 2001) è un tuffatore malese.

## Biografia
Ai Giochi del Commonwealth è arrivato quarto nel sincro 10 metri con Hanis Jaya Surya.
Ha rappresentato la nazionale malese ai Giochi asiatici di Giacarta 2018 nel concorso della piattaforma 10 metri, concludendo all'ottavo posto. Nel sincro 10 metri è arrivato quinto con il compagno Hanis Jaya Surya.
Ai campionati mondiali di nuoto di Gwangju 2019 ha terminato trentesimo nella piattaforma 10 metri ed al tredicesimo posto nella piattaforma 10 m sincro, in coppia con Hanis Jaya Surya a meno di tre punti da Vladimir Harutyunyan e Lev Sargsyan, ultimi dei qualificati alla semifinale.

## Palmarès
| Anno | Manifestazione          | Sede       | Evento          | Risultato | Prestazione | Note  |
| ---- | ----------------------- | ---------- | --------------- | --------- | ----------- | ----- |
| 2018 | Giochi del Commonwealth | Gold Coast | Sincro 10m      | 4º        | 385,80 p.   |       |
| 2018 | Giochi asiatici         | Giacarta   | Piattaforma 10m | 8º        | 385,05 p.   | [ 1 ] |
| 2018 | Giochi asiatici         | Giacarta   | Sincro 10m      | 5º        | 356,52 p.   | [ 1 ] |
| 2019 | Mondiali                | Gwangju    | Piattaforma 10m | 30º Q     | 327,40 p.   |       |
| 2019 | Mondiali                | Gwangju    | Sincro 10m      | 13º Q     | 333,90 p.   |       |